# L'Umanità (quotidiano)
L'Umanità è stato il quotidiano politico del Partito Socialista Democratico Italiano, fondato il 18 gennaio 1947. 

## Storia
L'11 gennaio 1947 nacque il Partito Socialista dei Lavoratori Italiani (PSLI). Appena una settimana dopo uscì il primo numero de L'Umanità, l'organo ufficiale del partito.
Il quotidiano uscì con una doppia edizione: milanese, diretta da Giuseppe Faravelli, tra i fondatori del PSLI stesso, e romana, curata da Carlo Andreoni. L'edizione romana fu chiusa a ridosso delle elezioni politiche del 18 aprile 1948. 
Al IV Congresso nazionale del partito (Napoli, 4-8 gennaio 1950) fu deciso di interrompere la pubblicazione anche dell'edizione milanese, per mancanza di risorse finanziarie. La funzione di organo ufficiale del PSDI fu assegnata ai settimanali Giustizia Sociale e La voce socialista. Tra il 1948 e il 1949 il caporedattore dell'edizione milanese fu Paolo Murialdi. 
Il 5 luglio 1968, dopo lo scioglimento dell'alleanza tra Partito Socialista Democratico e Partito Socialista Italiano, la maggioranza degli ex PSDI e alcuni ex PSI costituirono il Partito Socialista Unitario (PSU). Reperite le necessarie risorse per il finanziamento di un organo di stampa, L'Umanità tornò ad uscire l'anno seguente. Dal 1971 la formazione politica riprese il nome di Partito Socialista Democratico Italiano.
Il giornale interruppe brevemente la pubblicazione tra il luglio 1976 e il gennaio 1977, e dall'agosto 1984 al gennaio 1985. Dopo Tangentopoli e la crisi generale dei partiti della "Prima Repubblica", tra cui il PSDI, fu chiuso definitivamente nel 1994.
Il 25 giugno 2018 Renato d'Andria, segretario nazionale del rifondato PSDI ha annunciato la riapertura de L'Umanità. Il quotidiano è stato però nuovamente chiuso nel 2020.

## Direttori
Dal 1948 la legge sulla stampa (legge n. 47/1948) prevede che, "quando il direttore [di una testata giornalistica] sia investito di mandato parlamentare, deve essere nominato un vice direttore, che assume la qualità di responsabile" (art. 3). Nella tabella sottostante sono elencati separatamente i direttori investiti di mandato parlamentare ("Dir. politico") e i responsabili.
| L'Umanità - Milano               | L'Umanità - Milano                         | L'Umanità - Milano                     | L'Umanità - Roma                                  | L'Umanità - Roma                                 | L'Umanità - Roma |
| Periodo                          | Dir. politico                              | Responsabile                           | Periodo                                           | Comitato direttivo                               | Responsabile     |
| 1º marzo 1947 - 4 febbraio 1948  | Carlo Andreoni                             | Giovanni Pini                          | 18 gennaio 1947 - 4 febbraio 1948 Edizione chiusa | Matteo Matteotti, Giuseppe Saragat, Paolo Treves | Umberto Calosso  |
| 5 febbraio 1948 - 18 giugno 1949 | Carlo Andreoni                             | Giuliano Vassalli e Giuseppe Faravelli |                                                   |                                                  |                  |
| 19 giugno 1949 - 8 gennaio 1950  | Carlo Andreoni Paolo Treves Antonio Valeri | Giuliano Vassalli e Giuseppe Faravelli |                                                   |                                                  |                  |

Sospensione delle pubblicazioni (febbraio 1950 - 1968)
| Periodo                    | Direttore politico              | Direttore responsabile          |
| -------------------------- | ------------------------------- | ------------------------------- |
| 1969-1972                  | Flavio Orlandi                  | Aldo Garosci                    |
|                            | Ruggero Puletti                 |                                 |
| Luglio 1976 - gennaio 1977 | Sospensione delle pubblicazioni | Sospensione delle pubblicazioni |
| 1977 - 1981                | Ruggero Puletti                 |                                 |
| 1981 - ?                   | Ruggero Puletti                 | Venerio Cattani                 |
| ? - fino al luglio 1984    | Ruggero Puletti                 | Lorenzo Focolari                |
| Agosto 1984 - gennaio 1985 | Sospensione delle pubblicazioni | Sospensione delle pubblicazioni |
| 1985-1988                  | Matteo Matteotti                | Gianpiero Orsello               |
| Gennaio 1989 - marzo 1993  | Carlo Vizzini                   | Antonio Glauco Casanova         |
| aprile 1993 - 1994         | Ugo Gaudenzi                    |                                 |